# Spongilla friabilis
Spongilla friabilis är en svampdjursart som beskrevs av Carl von Linné 1767. Spongilla friabilis ingår i släktet Spongilla och familjen Spongillidae.
Artens utbredningsområde är havet utanför Sverige. Inga underarter finns listade i Catalogue of Life.